# Cernoy
Cernoy è un comune francese di 234 abitanti situato nel dipartimento dell'Oise della regione dell'Alta Francia.
Posto a una quarantina di km da Beauvais e a settanta km da Amiens, fa parte del distretto di Clermont. Di Cernoy si hanno notizie fin dal tardo medioevo, nel 1544 fu eretta la chiesa di Trois-Étots, accanto al cimitero, dove secoli più tardi fu sepolto un tamburino di Napoleone la cui lapide è ancora in perfette condizioni. Pochi metri più in là il grande parco omonimo.
Ogni anno, verso ferragosto, si svolge il  Celebration Days Festival, in cui si rivivono i fasti musicali dei festival degli anni '60-'70 quali Woodstock, Glastonbury e Isola di Wight.

## Società

### Evoluzione demografica
Abitanti censiti